# Stírka

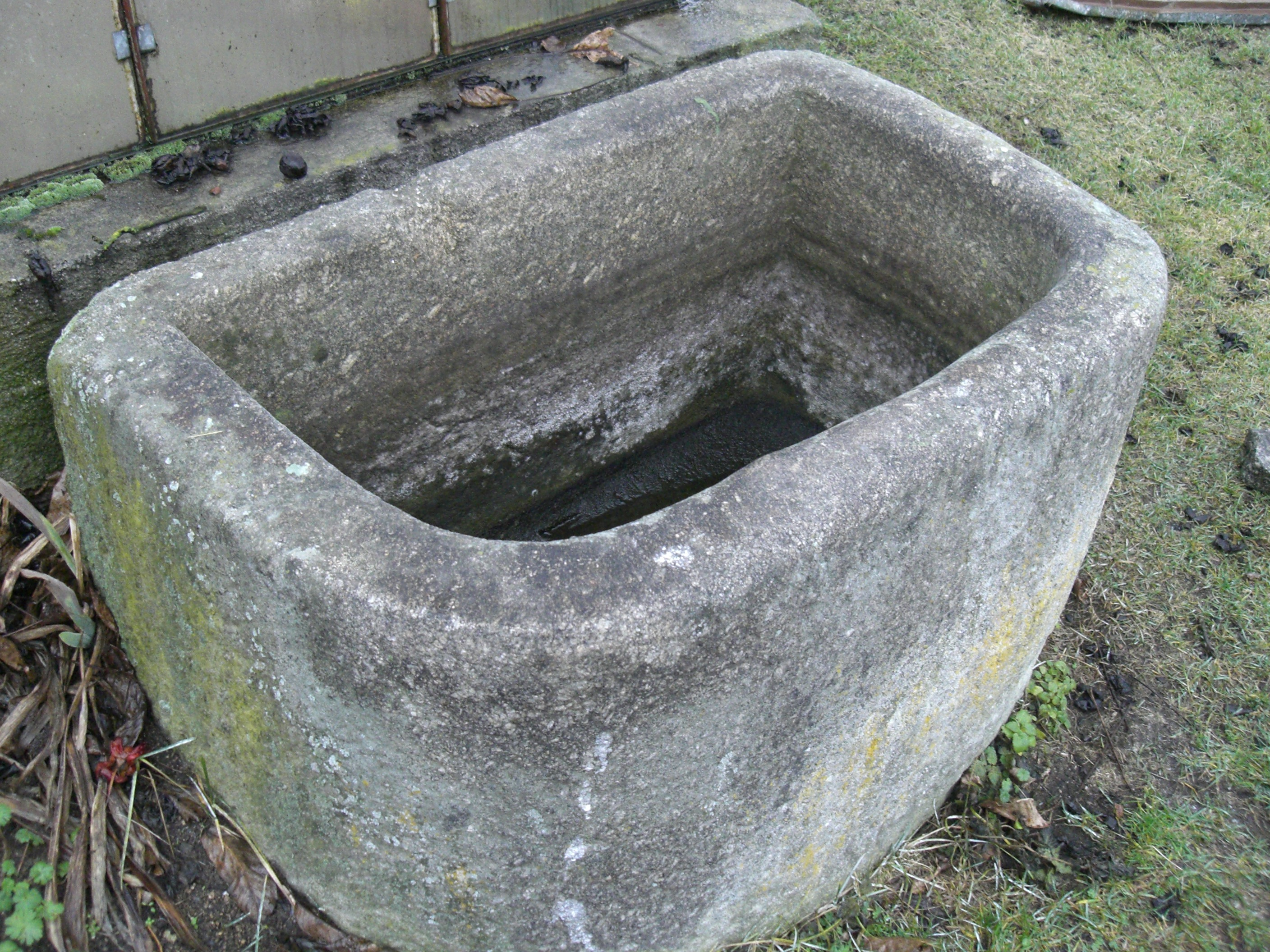
Pohled z vrchu na stírku s viditelnou vodou na dně.

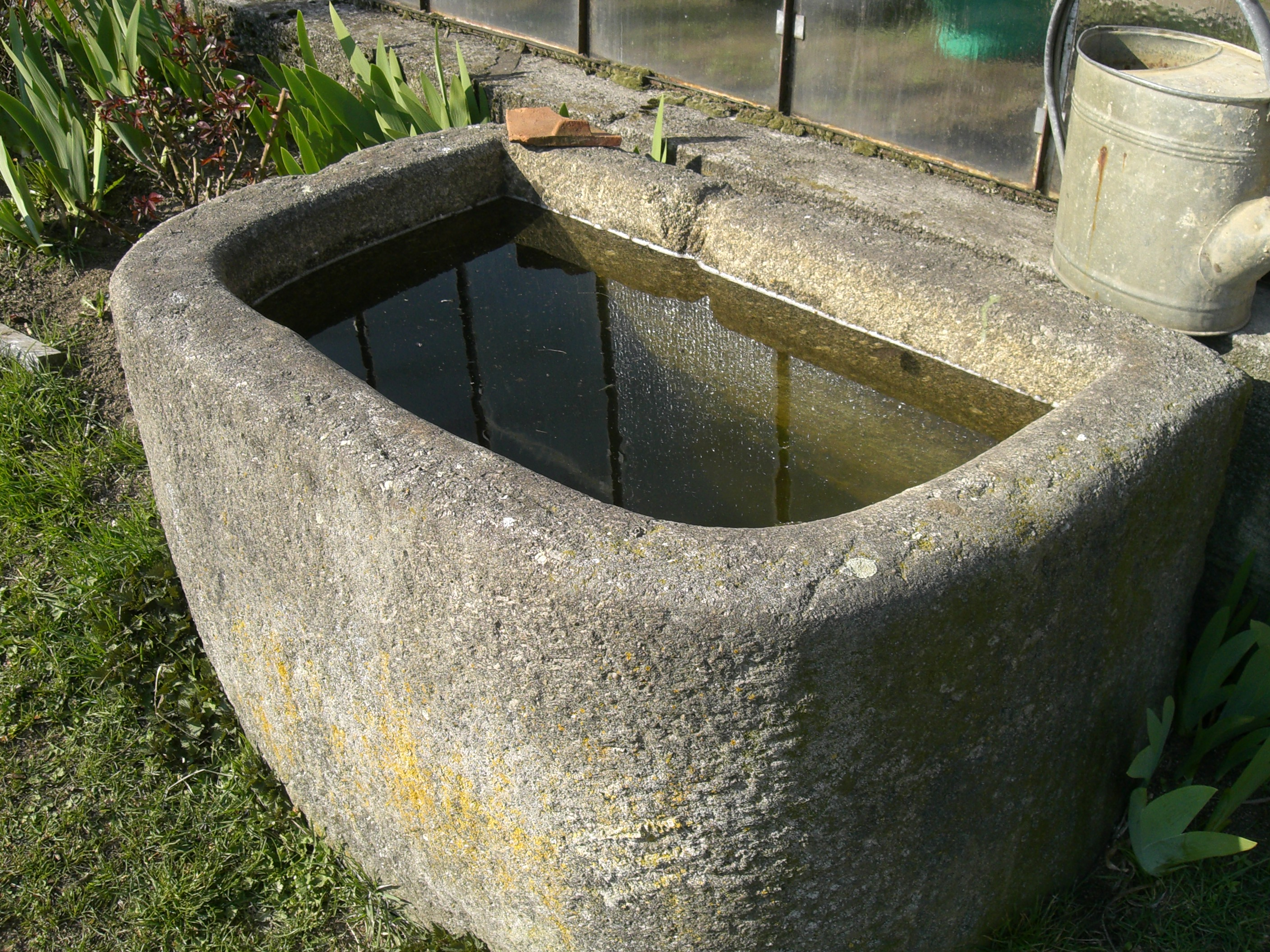
Pohled na stírku s vodou.

Stírka (či občas kaménka) je kamenná nádoba, která se původně využívala jako zásobárna užitkové vody na vesnici pro zvířata, zavlažování a pro běžnou potřebu. Velikost nádoby se lišila podle potřeby, měla tvar krychle či kvádru. V dnešní době se jedná o častý doplněk pro venkovní zahrady, kde se využívají jako přírodně vypadající květináče. 
Vyráběna byla zejména z místních hornin a to ruční prací - vytesáváním z kamenného bloku. Pro svoji estetickou hodnotu jsou původní stírky oblíbenou prodejní komoditou, což vede k hojnému vykupování na vesnicích a jsou prodávány prostřednictvím překupníků do ciziny.